# Longay
Longay es una pequeña isla deshabitada, localizada en el grupo de islas de las Hébridas Interiores, en Escocia. La isla se encuentra frente a la costa de Skye, al norte de Pabay y al este de Scalpay.
En 1971 un barco colisionó con Longay, causando solo daños mínimos.